# شلالات شاهاندشت
شلالات شاهاندشت أو شلالات سهل الملوك هي مجموعة من الشلالات التي يبلغ ارتفاع أعلاها 51 متراً، وهو بذلك يكون من أكبر وأعلى الشلالات في محافظة مازندران. وقد تم تسجيل هذه الشلالات في قائمة الآثار الوطنية.  تقع في أعلى هذه الشلالات قلعة مَلِك بَهمَن أو (ملكة القلاع) والتي كانت تسمى في سابق الأزمان بقلعة فِرِشتِه.

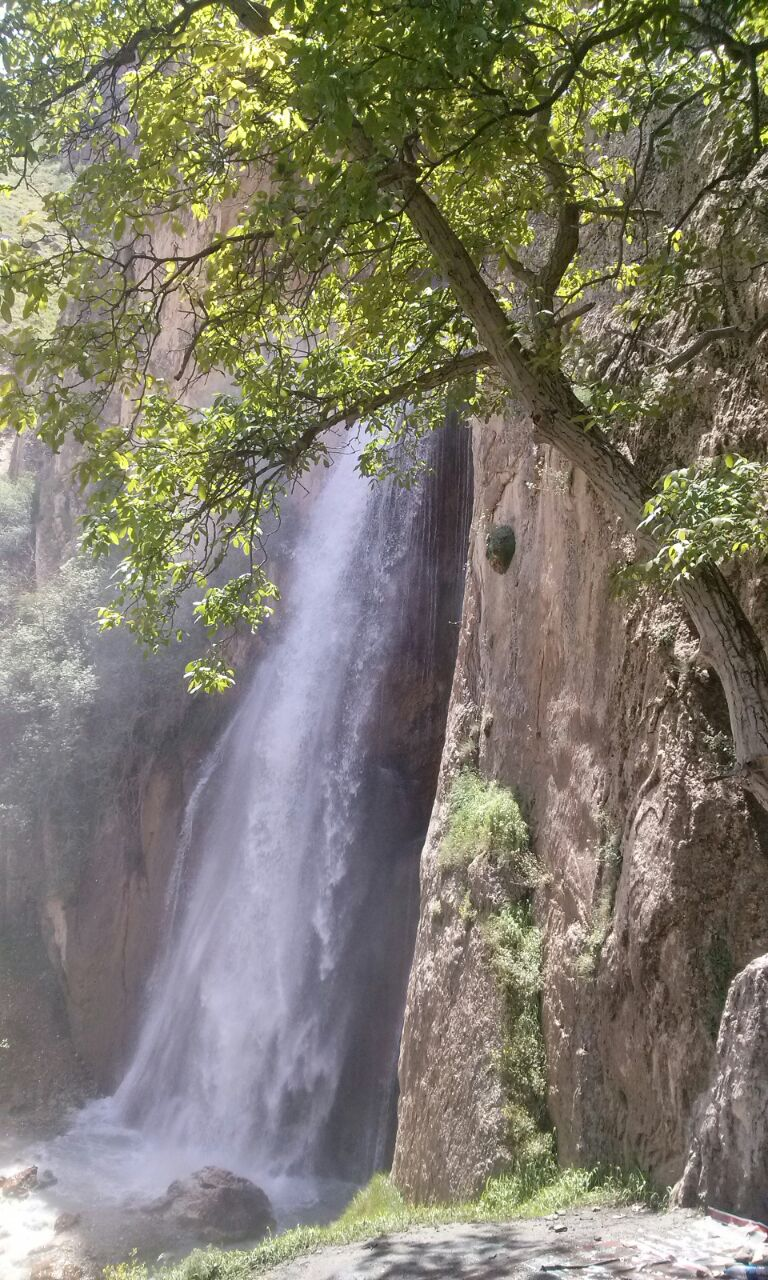
شلالات شاهاندشت

## الموقع
تقع شلالات شاهاندشت (شلالات سهل الملوك) في قرية (شاهاندشت) على بعد 65 كيلومتراً من مدينة آمل على طريق هراز - آمل بمحافظة مازندران شمال إيران.

## مكانته السياحية
إن انجذاب السياح لهذه الشلالات يعود لسببين:
- السبب الأول (طبيعي): فهذه الشلالات تتميز بمياهها الغزيرة ووقوعها بجوار نهر هزار.
- السبب الثاني (تاريخي): وذلك بسبب قلعة أثرية تقع أعلى الشلالات حيث تعد من أقدم قلاع إيران المحصنة العائد تاريخها إلى قبل 3 آلاف سنة.[9][6]